# Santa Lucia in Septisolio
Santa Lucia in Septisolio (o in septem soliis o in septem viis) era un'antica chiesa di Roma con una diaconia. È una delle 7 diaconie originali. La chiesa su cui insiste il titolo cardinalizio fu costruita tra il caput circus (circo Massimo) ed il Settizonio, vicino al monastero di San Gregorio al clivo di Scauro, ai piedi del Palatino, ad angolo con la via Appia. La diaconia fu soppressa nel 1587 da papa Sisto V. Il cardinale Cesare Baronio, nei suoi Annales ecclesiastici, si lamentò per la distruzione di un così famoso monumento dell'antica Roma.

## Titolari
- Gregorio, O.S.B. (1088)
- Gregorio Caetani (1099 - prima del 1116 o tra il 1124 e il 1130)
- Giovanni (circa 1115 - circa 1120)
- Gerardo (1120 - 1122)
- Gregorio (1122 - circa 1130)
- Silvano (o Sylvino) (1130 - circa 1142 deceduto)
- Rodolfo (17 dicembre 1143 - 1159 deceduto)
- Romano (febbraio 1159 - ? deceduto)
- Leone Brancaleone, Canonici regolari di San Frediano di Lucca (1200 - 1202)
- Pelagio Galvani (o Paio Galvão), O.S.B. (1205 - 1210)
- Angelo d'Anna de Sommariva, O.S.B. Cam. (gennaio 1385 - maggio 1396 nominato cardinale presbitero di Santa Pudenziana)
- (vacante fino al 1446)
- Juan de Carvajal (30 dicembre 1446 - 26 ottobre 1461 nominato cardinale vescovo di Porto e Santa Rufina) in commendam
- Giovanni Michiel (22 novembre 1468 - 1470 nominato cardinale diacono di Sant'Angelo in Pescheria)
- Fryderyk Jagiellończyk (23 settembre 1493 - 13 marzo 1503 deceduto)
- Niccolò Fieschi (12 giugno 1503 - 5 ottobre 1506 nominato cardinale presbitero di Santa Prisca)
- René de Prie, titolo pro hac vice (17 maggio 1507 - 7 novembre 1509 nominato cardinale presbitero dei Santi Vitale, Valeria, Gervasio e Protasio)
- Vacante (1509 - 1525)
- Afonso de Portugal (6 luglio 1525 - 13 agosto 1535 nominato cardinale presbitero dei Santi Giovanni e Paolo)
- Vacante (1535 - 1557)
- Giovanni Battista Consiglieri (24 marzo 1557 - 16 dicembre 1558 nominato cardinale diacono di San Nicola in Carcere)
- Vacante (1558 - 1565)
- Francesco Alciati (15 maggio 1565 - 3 giugno 1565 nominato cardinale presbitero di Santa Susanna)
- Francesco Crasso, titolo pro hac vice (8 febbraio 1566 - 6 marzo 1566 nominato cardinale presbitero di Sant'Eufemia)
- Vacante (1566 - 1587)
- Diaconia soppressa nel 1587